# Tommaso Brunelli
Tommaso Brunelli (Firenze, 2 gennaio 1889 – ...) è stato un politico e avvocato italiano.

## Biografia
Avvocato fiorentino, combattente nella Prima guerra mondiale, è stato presidente regionale toscano della Gioventù Cattolica. Alle elezioni politiche del 1919 con il Partito Popolare Italiano ottenne oltre 9.600 preferenze, senza risultare eletto.
Nel 1921 fu invece eletto deputato; rimase in carica fino al 1924.